# Liste der Hochhäuser in München
Diese Liste der Hochhäuser in München listet einen Auszug der in der bayerischen Landeshauptstadt München befindlichen Hochhäuser auf, die eine Dachhöhe von 50 Metern erreichen oder überschreiten. Das höchste Bauwerk der Stadt ist mit Abstand der 291 m hohe Olympiaturm, ein Fernsehturm von 1968.
Durch einen Bürgerentscheid vom November 2004 sind seitdem Münchner Hochhäuser auch außerhalb des Stadtkerns auf die Turmhöhe der Frauenkirche von 100 Metern begrenzt, wobei sechs Hochhäuser diese Höhe ohnehin überschreiten. Allerdings gibt es immer wieder Initiativen, dies zu überdenken, auch aufgrund der Preisentwicklungen am Miet- und Kaufmarkt für Immobilien. Einen übergreifenden Hochhausrahmenplan hat München bislang nicht, jedoch wurden mehrfach Hochhausstudien veröffentlicht. Der Münchner Stadtrat plädiert für die Errichtung von Hochhäusern ab dem Mittleren Ring (Bundesstraße 2 R).

## Liste der Hochhäuser in München
| Nr.     | Gebäude                                                      | Adresse                                                              | Nutzung                                   | Eröffnet                                    | Höhe in m | Etagen | Bild                                                                 |
| ------- | ------------------------------------------------------------ | -------------------------------------------------------------------- | ----------------------------------------- | ------------------------------------------- | --------- | ------ | -------------------------------------------------------------------- |
| 1.      | Hochhaus Uptown                                              | Moosach, Georg-Brauchle-Ring ⊙                                       | Büros                                     | 2004                                        | 146       | 38     | weitere Bilder                                                       |
| 2.      | Highlight Tower 1                                            | Schwabing-Freimann ⊙                                                 | Büros                                     | 2004                                        | 126       | 33     | weitere Bilder                                                       |
| 3.      | HVB-Tower                                                    | Bogenhausen, Arabellastraße ⊙                                        | Büros                                     | 1981                                        | 114       | 27     | weitere Bilder                                                       |
| 4.      | Highlight Tower 2                                            | Schwabing-Freimann ⊙                                                 | Büros                                     | 2004                                        | 113       | 28     | weitere Bilder                                                       |
| 5.      | SV-Hochhaus                                                  | Zamdorf ⊙                                                            | Unternehmenssitz des Süddeutschen Verlags | 2008                                        | 104       | 28     | weitere Bilder                                                       |
| 6.      | BMW-Vierzylinder                                             | Milbertshofen, Petuelring ⊙                                          | Unternehmenssitz von BMW                  | 1972                                        | 101       | 22     | weitere Bilder                                                       |
| 7.      | ADAC-Zentrale                                                | Sendling-Westpark, Hansastraße ⊙                                     | Büros                                     | 2011                                        | 92        | 23     | weitere Bilder                                                       |
| 8.      | Olympia Tower                                                | Helene-Mayer-Ring 4                                                  | Wohnungen                                 | 1972                                        | 88        | 19     | weitere Bilder                                                       |
| 9.      | Seniorenwohnen Westpark                                      | Laim, Westendstraße ⊙                                                | Wohnungen                                 | 1972                                        | 87        | 27     |                                                                      |
| 10.     | Werk4                                                        | Berg am Laim, Atelierstraße 18                                       | Hotel                                     | 2020                                        | 86        | 24     |                                                                      |
| 11.     | Münchner Tor                                                 | Schwabing-Freimann, Schenkendorfstraße ⊙                             | Büros                                     | 2003                                        | 85        | 24     | weitere Bilder                                                       |
| 12.     | Central Tower München                                        | Schwanthalerhöhe, Landsberger Straße 110–114 ⊙                       | Büros                                     | 2003                                        | 85        | 22     | weitere Bilder                                                       |
| 13.     | Skyline Tower (heute: M.Pire)                                | Schwabing-Freimann, Domagkstraße ⊙                                   | Büros                                     | 2010                                        | 84        | 23     | weitere Bilder                                                       |
| 14.     | Sky Tower                                                    | Bogenhausen, Einsteinstraße                                          | Büros                                     | 2018                                        | 83,6      | 20     | weitere Bilder                                                       |
| 15.     | Riesstraße 82                                                | Moosach, Olympia-Pressestadt ⊙                                       | Wohnungen                                 | 1972                                        | 83        | 22     |                                                                      |
| 16.     | Helene-Mayer-Ring 10                                         | Milbertshofen, Olympisches Dorf ⊙                                    | Wohnungen                                 | 1972                                        | 76        | 20     | weitere Bilder                                                       |
| 17.     | BayWa-Hochhaus                                               | Bogenhausen, Arabellastraße ⊙                                        | Büros                                     | 1969                                        | 76        | 21     | weitere Bilder                                                       |
| 18.     | Siemens-Hochhaus                                             | Obersendling, Hofmannstraße ⊙                                        | z. Z. leerstehend (2018)                  | 1963                                        | 75        | 22     | weitere Bilder                                                       |
| 19.     | Arabella-Hochhaus                                            | Bogenhausen, Arabellastraße ⊙                                        | Hotel                                     | 1969                                        | 75        | 23     | weitere Bilder                                                       |
| 20.     | Blue Tower                                                   | Bogenhausen, Einsteinstraße                                          | Büros                                     | 2018                                        | 72,3      | 18     | weitere Bilder                                                       |
| 21.     | MO82                                                         | Milbertshofen, Moosacher Straße 82 ⊙                                 | Hotel                                     | 2018                                        | 70        | 21     | weitere Bilder                                                       |
| 22.     | BR-Hauptfunkhaus                                             | Maxvorstadt, Arnulfstraße ⊙                                          | Büros                                     | 1976                                        | 68        | 19     | weitere Bilder                                                       |
| 23.     | Mercedes-Benz Niederlassung München                          | Neuhausen, Arnulfstraße ⊙                                            | Büros                                     | 2003                                        | 68        | 16     | weitere Bilder                                                       |
| 24.     | Hotel The Westin Grand München Arabellapark (ehem. Sheraton) | Bogenhausen, Arabellastraße ⊙                                        | Hotel                                     | 1971                                        | 65        | 23     | weitere Bilder                                                       |
| 25.     | Fraunhofer-Haus                                              | Sendling-Westpark, Hansastraße ⊙                                     | Büros                                     | 2003                                        | 65        | 17     | weitere Bilder                                                       |
| 26.     | Highrise One                                                 | Berg am Laim, Rosenheimer Straße 141 e–h ⊙                           | Büros                                     | 2017                                        | 65        | 17     | weitere Bilder                                                       |
| 27.     | DEBA-Hochhaus                                                | Parkstadt Solln, Drygalski-Allee ⊙                                   | Wohnungen                                 | 1969                                        | 64        | 20     | weitere Bilder                                                       |
| 28.     | Technisches Rathaus                                          | Berg am Laim, Friedenstraße ⊙                                        | Stadtverwaltung                           | 2000                                        | 63        | 19     | weitere Bilder                                                       |
| 29.     | Hotel NH Deutscher Kaiser                                    | Maxvorstadt, Arnulfstraße                                            | Hotel                                     | 1956                                        | 60,5      | 17     |                                                                      |
| 30.     | Universitätsklinikum                                         | Hadern, Marchioninistraße ⊙                                          | Klinikum                                  | 1977                                        | 60        | 17     | weitere Bilder                                                       |
| 30.     | Kap West Hirschgarten 1                                      | Neuhausen-Nymphenburg, Quartier Birketweg, Friedenheimer Brücke 16 ⊙ | Büros                                     | 2020                                        | 60        | 17     |                                                                      |
| 32.     | Hanns-Seidel-Haus (auch: grünes Haus)                        | Freimann, Studentenstadt Freimann, Ungererstraße ⊙                   | Wohnungen                                 | 1973                                        | knapp 60  | 19     | weitere Bilder                                                       |
| 33.     | Pharao-Haus                                                  | Bogenhausen, Fritz-Meyer Weg ⊙                                       | Wohnungen                                 | 1974                                        | 58        | 19     | weitere Bilder                                                       |
| 34.     | Rümannstraße 61                                              | Schwabing-West, Rümannstraße                                         | Wohnungen                                 | 1967                                        | 57        | 16     |                                                                      |
| 35.     | The Seven                                                    | Ludwigsvorstadt-Isarvorstadt, Müllerstraße 7 ⊙                       | Büros, Gewerbekomplex und Wohnungen       | 2014 (Umbau des ehemaligen Heizkraftwerkes) | 54        | 16     | weitere Bilder                                                       |
| 36.     | White Tower                                                  | Bogenhausen, Einsteinstraße                                          | Hotel                                     | 2018                                        | 53,6      | 15     | weitere Bilder                                                       |
| 37.     | Buschingstraße 45                                            | Bogenhausen, Buschingstraße                                          | Wohnungen                                 | 1956                                        | 53,4      | 15     |                                                                      |
| 38.     | Buschingstraße 43                                            | Bogenhausen, Buschingstraße                                          | Wohnungen                                 | 1956                                        | 53,4      | 15     |                                                                      |
| 39.     | Tantris-Hochhaus                                             | Schwabing-Freimann, Johann-Fichte-Str. 11 ⊙                          | Wohnungen                                 | 1971                                        | 53        | 15     |                                                                      |
| 40./41. | Friends-Towers                                               | Neuhausen-Nymphenburg, Birketweg 37 ⊙                                | Wohnungen                                 | 2014                                        | 53        | 15     | weitere Bilder                                                       |
| 42.     | Kap West Hirschgarten 2                                      | Neuhausen-Nymphenburg, Quartier Birketweg, Birketweg 36              | Büros                                     | 2020                                        | 53        | 15     |                                                                      |
| 43./45. | Sternhochhäuser der Siemens-Siedlung                         | Obersendling, Schuckertstraße 13–14 ⊙                                | Wohnungen                                 | 1954                                        | 51        | 17     | weitere Bilder Haus I weitere Bilder Haus II weitere Bilder Haus III |
| 46.     | Berufsgenossenschaft Holz und Metall                         | Pasing, Am Knie ⊙                                                    |                                           | 1999                                        | 50        | 13     | weitere Bilder                                                       |
| 47.-54. | Ten Towers                                                   | Berg am Laim, Dingolfinger Straße ⊙                                  | Verwaltungsgebäude der Deutschen Telekom  | 2005                                        | 50        | 15     | weitere Bilder                                                       |
| 55.     | Isar Tower Nord                                              | Südseite, Obersendling                                               | Wohnungen                                 | 2014                                        | 50        | 16     | weitere Bilder                                                       |
| 56.     | Isar Tower Süd                                               | Südseite, Obersendling                                               | Wohnungen                                 | 2014                                        | 50        | 16     | weitere Bilder                                                       |
| 57.     | Isarbelle                                                    | Südseite, Obersendling                                               | Wohnungen                                 | 2014                                        | 50        | 16     | weitere Bilder                                                       |
| 58.     | Sternenhimmel                                                | Südseite, Obersendling                                               | Wohnungen                                 | 2013                                        | 50        | 16     | weitere Bilder                                                       |
| 59.     | Alpenglühen                                                  | Südseite, Obersendling                                               | Wohnungen                                 | 2014                                        | 50        | 16     | weitere Bilder                                                       |

## Abgerissene Hochhäuser
| Nr. | Gebäude       | Adresse                                        | Nutzung                                         | Eröffnet | Abriss | Höhe in m | Etagen | Bild |
| --- | ------------- | ---------------------------------------------- | ----------------------------------------------- | -------- | ------ | --------- | ------ | ---- |
| 1.  | Scheibenhaus  | Denninger Straße im Arabellapark ⊙             | Bürogebäude                                     | 1969     | 2010   | 75        | 23     |      |
| 2.  | ESG-Hochhaus  | Bogenhausen, Einsteinstraße ⊙                  | leerstehend, wurde von 2015 bis 2016 abgerissen |          | 2015   | 63        |        |      |
| 3.  | Agfa-Hochhaus | Obergiesing-Fasangarten, Tegernseer Landstraße |                                                 | 1959     | 2008   | 52        | 14     |      |

## Liste der geplanten oder in Bau befindlichen Hochhäuser
| Gebäude                  | Adresse                             | Nutzung                                           | Fertigstellung | Höhe in m | Etagen |
| ------------------------ | ----------------------------------- | ------------------------------------------------- | -------------- | --------- | ------ |
| BVK-Zentrale             | Bogenhausen, Richard-Strauss-Straße | Hauptverwaltung der Bayerischen Versorgungskammer | 2024           | 99        | 27     |
| One Rock                 | Berg am Laim, Werksviertel          | Wohnungen                                         | ?              | 70        | 20     |
| L-438                    | Pasing, Landsberger Straße          | Büros und Wohnungen                               | 2024           | 70        | 19     |
| Hochhaus am Hauptbahnhof | Ludwigsvorstadt, Arnulfstraße       | Büros                                             | 2026           | 69        | 18     |
| Optineo                  | Berg am Laim, Werksviertel          | Büros                                             | 2022           | 65        | 17     |
| ZAM                      | Freiham, Emilie-Maurer-Straße       | Einzelhandel, Büros und Wohnungen                 | 2024           | 61        | 18     |
| Hoffmann                 | Freiham, Bodenseestraße             | Unternehmenszentrale der Hoffmann Group           | 2024           | 60        | 14     |
| R.evo Neuperlach         | Neuperlach, Carl-Wery-Straße        | Einzelhandel und Wohnungen                        | 2022           | 55        | 17     |
| Heimeran                 | Westend, Heimeranplatz              | Büros                                             | 2024           | 52        | 14     |
| Vertical Garden          | Bogenhausen, Arabellastraße         | Mischnutzung                                      | 2024           | 52        | 16     |